# Punta Morse
El punta Morse (en inglés: Morse Point) es un promontorio que marca el lado este de la entrada de la bahía de la Antártida, en la costa norte de Georgia del Sur. El punto aparece más o menos trazado en los mapas que datan de alrededor de 1900, que fueron encuestados por personal de Investigaciones Discovery en el período 1925-1931, y escuestados por la Encuesta de Georgia del Sur en 1951/52. El punto fue nombrado por el Comité Antártico de Lugares Geográficos del Reino Unido por el barco británico Morse, que estaba trabajando en Georgia del Sur en 1799-1800, probablemente el primer de su tipo en hacerlo.